# Milla Jovovich
Milla Jovovich (születési nevén: Milica Bogdanovna Jovovich) (Kijev, Ukrán SZSZK, 1975. december 17. –) ukrán-szerb származású színésznő, modell, énekesnő, dalszövegíró és divattervező. 
Legismertebb szerepei Leeloo Az ötödik elem című francia sci-fiben, valamint Alice a Kaptár-sorozatban.

## Élete és pályafutása
Édesanyja Galina Loginova orosz színésznő, édesapja Borgi Jovovich szerb orvos. 1981-ben, Milla és családja elhagyta a Szovjetuniót, és Londonba költözött. Gyermekkorát az angol fővárosban (ahol apja dolgozott) és Oroszországban (ahol anyja élt) töltötte. Családja hamarosan Kaliforniába költözött.
Gyermekorvos apja és színésznő anyja nem sokkal később elváltak. 1988-ban, apja és egy argentin asszony kapcsolatából megszületett féltestvére, Marco.
Kilencévesen kezdett el színészkedni, majd 11 éves korában modellkedni. Az első címlapfotója az olasz Lei divatlapnál volt. Az első évben 15 divatlap címoldalán jelent meg fotója. A modellkedés mellett folytatta a tanulást. Tanulmányait az Excelsior High Schoolban végezte. Nagyon fontos volt számára a műveltség. Első filmje az 1988-ban bemutatott Vágyak találkozása volt. Ezt A nepáli herceg követte. Óriási tehetségnek tartották. Szerepelt a Calvin Klein, az Escape, és más híres cégek reklámjában, valamint több bulvármagazinban. 
Színészi karrierjét három filmmel folytatta: Visszatérés a kék lagúnába (1991); Kuffs, a zűrös zsaru (1992), Chaplin (1992).

## Magánélete
2003-tól Paul W. S. Anderson jegyese volt, 2009. augusztus 22-én összeházasodtak. 2007. november 3-án született meg gyermekük, Ever Gabo J. Anderson.
Oroszul, szerbül, angolul és franciául beszél.

## Filmográfia

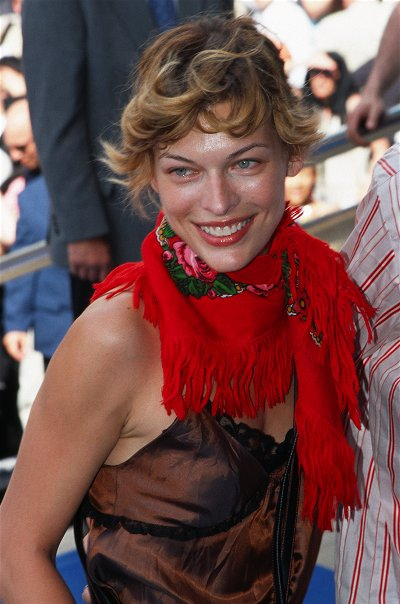
A 2002-es cannes-i fesztiválon

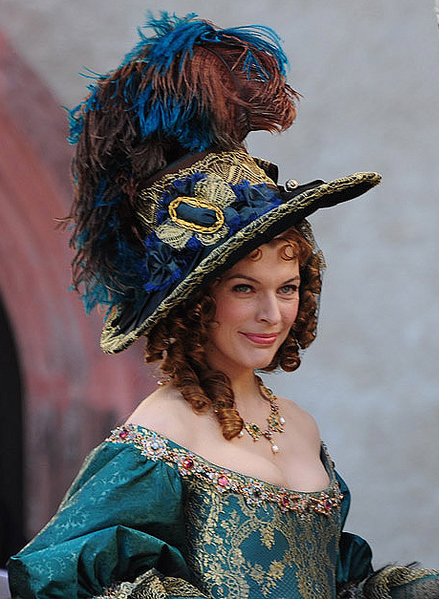
A három testőr című filmben (Würzburg, 2010)

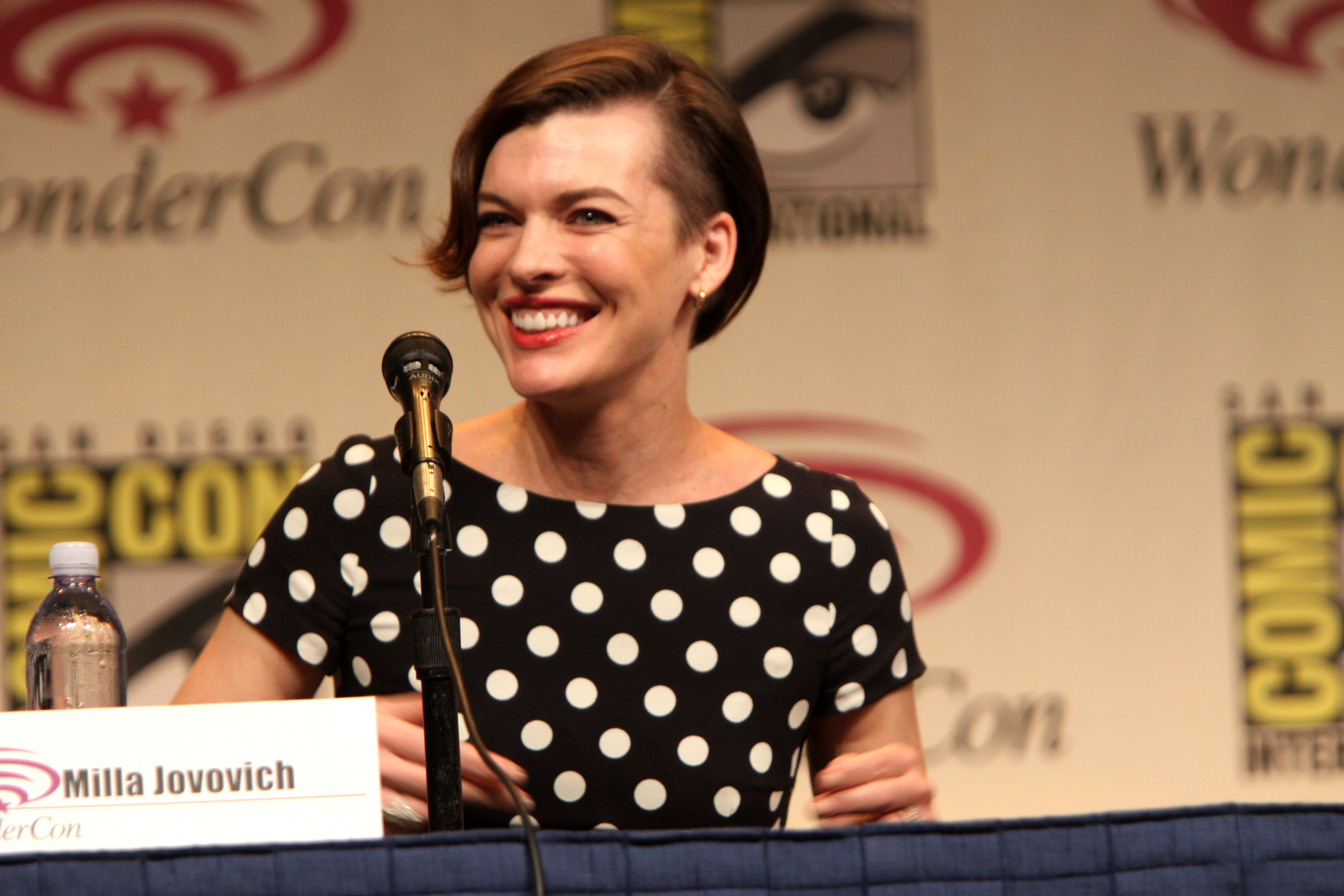
A 2012-es WonderCon-kongresszuson

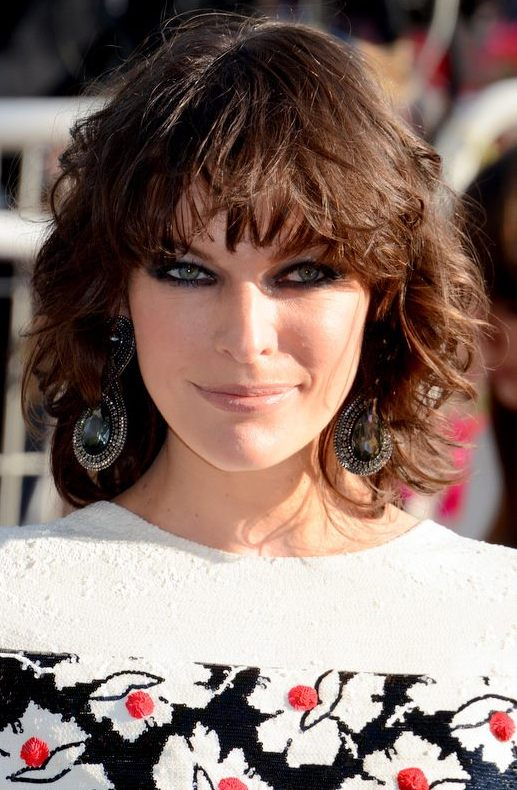
A 2013-as cannes-i fesztiválon

### Film
| Év   | Magyar cím                           | Eredeti cím                             | Szerep                        | Magyar hang         | Rendező                  |
| ---- | ------------------------------------ | --------------------------------------- | ----------------------------- | ------------------- | ------------------------ |
| 1988 | Vágyak találkozása                   | Two Moon Junction                       | Samantha Delongpre            |                     | Zalman King              |
| 1991 | Visszatérés a kék lagúnába           | Return to the Blue Lagoon               | Lilli Hargrave                | Nyírő Beáta         | William A. Graham        |
| 1992 | Kuffs, a zűrös zsaru                 | Kuffs                                   | Maya Carlton                  | Dudás Eszter        | Bruce A. Evans           |
| 1992 | Kuffs, a zűrös zsaru                 | Kuffs                                   | Maya Carlton                  | Orosz Helga         | Bruce A. Evans           |
| 1992 | Chaplin                              | Chaplin                                 | Mildred Harris                | Szitás Barbara      | Richard Attenborough     |
| 1993 | Tökéletlen idők                      | Dazed and Confused                      | Michelle Burroughs            |                     | Richard Linklater        |
| 1997 | Az ötödik elem                       | The Fifth Element                       | LeeLoo de Sabat               | Orosz Helga         | Luc Besson (1.)          |
| 1998 | A játék ördöge                       | He Got Game                             | Dakota Burns                  | Csere Ágnes         | Spike Lee                |
| 1999 | Jeanne d’Arc – Az orléans-i szűz     | The Messenger: The Story of Joan of Arc | Jeanne d’Arc                  | Kéri Kitty          | Luc Besson (2.)          |
| 2000 | Aranybánya                           | The Claim                               | Lucia                         | Ruttkay Laura       | Michael Winterbottom     |
| 2000 | A millió dolláros hotel              | The Million Dollar Hotel                | Eloise                        | Kéri Kitty          | Wim Wenders              |
| 2000 | A millió dolláros hotel              | The Million Dollar Hotel                | Eloise                        | Ruttkay Laura       | Wim Wenders              |
| 2001 | Zoolander, a trendkívüli             | Zoolander                               | Katinka Ingabogovinanana      | Kiss Virág Magdolna | Ben Stiller (1.)         |
| 2002 | A Kaptár                             | Resident Evil                           | Alice                         | Détár Enikő         | Paul W. S. Anderson (1.) |
| 2002 | Papagájok – Szerelem második látásra | You Stupid Man                          | Nadine                        | Kiss Virág Magdolna | Brian Burns              |
| 2002 | Bábu                                 | Dummy                                   | Fangora "Fanny" Gurkel        | Murányi Tünde       | Greg Pritikin            |
| 2002 | A csapda mélyén                      | No Good Deed                            | Erin                          | Solecki Janka       | Bob Rafelson             |
| 2004 | A Kaptár 2. – Apokalipszis           | Resident Evil: Apocalypse               | Alice                         | Détár Enikő         | Alexander Witt           |
| 2006 | Ultraviola                           | Ultraviolet                             | Violet Song jat Shariff       | Kéri Kitty          | Kurt Wimmer              |
| 2006 | .45, A bosszú íze                    | .45                                     | Kat                           | Kéri Kitty          | Gary Lennon              |
| 2007 | A Kaptár 3. – Teljes pusztulás       | Resident Evil: Extinction               | Alice                         | Détár Enikő         | Russell Mulcahy          |
| 2008 | Halál Palermóban                     | Palermo Shooting                        | önmaga                        |                     | Wim Wenders              |
| 2009 | Pokoli édenkert                      | A Perfect Getaway                       | Cydney Anderson               | Németh Borbála      | David Twohy              |
| 2009 | Negyedik típusú találkozások         | The Fourth Kind                         | Dr. Abigail "Abbey" Tyler     | Solecki Janka       | Olatunde Osunsanmi       |
| 2010 | Stone                                | Stone                                   | Lucetta Creeson               | Kéri Kitty          | John Curran              |
| 2010 | A Kaptár – Túlvilág                  | Resident Evil: Afterlife                | Alice                         | Détár Enikő         | Paul W. S. Anderson (2.) |
| 2010 |                                      | Dirty Girl                              | Sue-Ann Edmondston            |                     | Abe Sylvia               |
| 2011 |                                      | Vykrutasy                               | Nadya                         |                     | Levan Gabriadze          |
| 2011 |                                      | Bringing Up Bobby                       | Olive                         |                     | Famke Janssen            |
| 2011 | A három testőr                       | The Three Musketeers                    | Milady de Winter              | Szinetár Dóra       | Paul W. S. Anderson (3.) |
| 2011 | Arcmás                               | Faces in the Crowd                      | Anna Marchant                 | Kéri Kitty          | Julien Magnat            |
| 2012 | A Kaptár – Megtorlás                 | Resident Evil: Retribution              | Alice                         | Détár Enikő         | Paul W. S. Anderson (4.) |
| 2014 |                                      | Cymbeline                               | Királynő                      |                     | Michael Almereyda        |
| 2015 | A túlélő                             | Survivor                                | Kate Abbott                   | Détár Enikő         | James McTeigue           |
| 2015 | Száva – A szív harcosa               | Савва. Сердце воина                     | Száva (angol hangja)          | F. Nagy Erika       | Maxim Fadeev             |
| 2016 | Zoolander 2.                         | Zoolander No. 2                         | Katinka Ingabogovinanana      | Bognár Anna         | Ben Stiller (2.)         |
| 2016 | A Kaptár – Utolsó fejezet            | Resident Evil: The Final Chapter        | Alice / Alicia Marcus         | Détár Enikő         | Paul W. S. Anderson (5.) |
| 2017 | Háborúra készülve                    | Shock and Awe                           | Vlatka                        | Németh Kriszta      | Rob Reiner               |
| 2018 | A jövő világa                        | Future World                            | Drogbáró                      |                     | James Franco             |
| 2018 | A jövő világa                        | Future World                            | Drogbáró                      | Bruce Thierry Chung |                          |
| 2019 | Paradise Hills                       | Paradise Hills                          | Hercegné                      | Kéri Kitty          | Alice Waddington         |
| 2019 | Hellboy                              | Hellboy                                 | Vivienne Nimue, a Vérkirálynő | Ruttkay Laura       | Neil Marshall            |
| 2019 |                                      | The Rookies                             | Bruce ügynök                  |                     | Alan Yuen                |
| 2020 | Monster Hunter – Szörnybirodalom     | Monster Hunter                          | Natalie Artemis százados      | Détár Enikő         | Paul W. S. Anderson (6.) |
| 2024 | Lélegezz                             | Breathe                                 | Tess                          | Solecki Janka       | Stefon Bristol           |
| 2025 | A Kárhozott Vidék                    | In the Lost Lands                       | Gray Alys                     | Détár Enikő         | Paul W. S. Anderson (7.) |

### Televízió
| Év   | Magyar cím                                  | Eredeti cím                                   | Szerep                                         | Megjegyzések                                                 |
| ---- | ------------------------------------------- | --------------------------------------------- | ---------------------------------------------- | ------------------------------------------------------------ |
| 1988 | A nepáli herceg (Éjszakai vonat Katmanduba) | The Night Train to Kathmandu                  | Lily McLeod                                    | - tévéfilm - magyar hangja: - Zsigmond Tamara - Mánya Zsófia |
| 1988 |                                             | Paradise                                      | Katie                                          | 1 epizód                                                     |
| 1989 | Egy rém rendes család                       | Married... with Children                      | Yvette                                         | 1 epizód                                                     |
| 1990 | Parker Lewis sohasem veszít                 | Parker Lewis Can't Lose                       | Robin Fecknowitz                               | - 1 epizód - magyar hangja: - Csondor Kata                   |
| 2002 | Texas királyai                              | King of the Hill                              | Serena Shaw (hangja)                           | 1 epizód                                                     |
| 2005 |                                             | Trailer for a Remake of Gore Vidal's Caligula | Drusilla                                       | rövidfilm                                                    |
| 2009 | Leendő divatdiktátorok                      | Project Runway                                | önmaga                                         | 1 epizód                                                     |
| 2016 | Playback párbaj                             | Lip Sync Battle                               | önmaga                                         | 1 epizód (Milla Jovovich vs. Ruby Rose)                      |
| 2018 | Robotcsirke                                 | Robot Chicken                                 | Nanny McPhee / Megan Hipwell / Mintie (hangja) | 1 epizód                                                     |

## Diszkográfia

### Stúdióalbumok
- 1994 - The Divine Comedy
- 1998 - The People Tree Sessions

### Kislemezek
- 1994: Gentleman Who Fell[10]
- 1994: Bang Your Head[10]
- 1994: It's Your Life[10]
- 2012: Electric Sky[10]

### Filmzenék
| Év   | Dal                                                           | Film                                |
| ---- | ------------------------------------------------------------- | ----------------------------------- |
| 2000 | Satellite of Love                                             | A millió dolláros hotel             |
| 2002 | "The Gentleman Who Fell"                                      | A vonzás szabályai                  |
| 2002 | "Shein VI Di l'Vone"                                          | Bábu                                |
| 2002 | "Mezinka"                                                     | Bábu                                |
| 2003 | "Rocket Collecting                                            | Underworld                          |
| 2009 | Underneath the Stars (feat. Maynard James Keenan és The Cure) | Underworld – A vérfarkasok lázadása |
| 2010 | The Mission (feat. Puscifer & Renholder)                      | Blood into Wine                     |